# Europeiska försvarsfonden
Europeiska försvarsfonden (engelska: European Defence Fund, EDF) är en fond med syfte att koordinera och öka de nationella satsningarna på forskning och utveckling inom försvarsområdet inom Europeiska unionen. Fonden var ursprungligen ett förslag från dåvarande ordförande för Europeiska kommissionen Jean-Claude Juncker 2016 och inrättades 2017. EDF är en del av EU:s och Nato:s förmågeutveckling. Den är tillsammans med Pesco och andra mekanismer en viktig del av den gemensamma och nationella förmågeuppbyggnaden inom EU, som ett komplement till de nationella samt bilaterala/multilaterala satsningarna. Syftet är att främja utvecklandet av en stark, konkurrenskraftig och innovativ europeisk försvarsmarknad och att minska EU:s omvärldsberoende inom försvarsområdet.  
I Sverige har Försvarets materielverk (FMV) på regeringens uppdrag inrättat ett nationellt koordineringskontor för EDF.

## Relaterat
- Försvarsmarknaden i Sverige
- Försvarets materielverk
- Försvarsmateriel
- Säkerhets- och försvarsföretagen